# Harri Pinter, Drecksau
Harri Pinter, Drecksau ist eine österreichische Filmkomödie aus dem Jahr 2017 von Andreas Schmied mit Juergen Maurer in der Titelrolle. Die Premiere erfolgte am 21. Oktober 2017 in der CineCity in Klagenfurt. Kinostart war in Kärnten und Osttirol am 22. Oktober 2017. Der österreichweite Kinostart erfolgte am 1. Dezember 2017. Nach Die Notlüge und Herrgott für Anfänger handelt es sich um die dritte Produktion der ORF-Fernsehfilmreihe Stadtkomödie. Im ORF wurde der Film am 29. Dezember 2018 erstmals ausgestrahlt. Auf Arte wurde der Film am 19. Juli 2019 gezeigt.

## Handlung
Der titelgebende Harri Pinter ist ein 47-jähriger ehemaliger Eishockeystar. Seine besten Zeiten, in denen er von seinen Fans bejubelt wurde und die Frauen ihn angehimmelt haben, hat er mittlerweile längst hinter sich. Aber trotz nach hinten fliehendem Haaransatz und kleinem Schwimmreifen am Bauch ist er immer noch sehr überzeugt von sich und seinem Auftreten. In den 1980er Jahren gewann er als gefürchteter Ausputzer unter dem Namen „Drecksau“ mit dem Klagenfurter Eishockeyverein KAC den Meistertitel, ein Erfolg, den der etwas verwahrloste Jugendtrainer bei einem Bier mit seinen Kumpels in den schummrigen Bars gerne immer wieder aufwärmt.
Heute schiebt er als Fahrschullehrer eine ruhige Kugel und ist der Meinung, dass seiner Langzeitfreundin Ines Pontiller nichts Besseres als eine Beziehung mit ihm passieren konnte. Als er dann allerdings Ines mit ihrem Universitätsprofessor, dem Watzlawick-Forscher Herwig Pansi in flagranti erwischt, fällt er in eine Midlife-Crisis und sein Weltbild gerät ins Wanken.
Mit viel Leidenschaft und Herzblut trainiert er die U12-Mannschaft. Nach einem Bodycheck eines seiner Schützlinge wird ihm übertriebene Härte vorgeworfen. Er wird daraufhin als Trainer suspendiert, erhält Stadionverbot und verliert damit den letzten Halt. In der Krise muss er auch noch erkennen, dass seine sogenannten Freunde, die ehemaligen KAC-Spieler Norbert Flasch und Ken Meyers, ihm doch nicht so nahestehen wie er bisher immer geglaubt hatte. Einzig der von ihm bis dahin nur belächelte Langzeitstudent und Herausgeber der KAC-Fanzeitung Dörki Potschevaunig hält unbeirrt an seinem Idol fest. So fällt Flasch in der entscheidenden Vorstandssitzung des KAC Harri in den Rücken, um seine eigenen Chancen, Vereinspräsident zu werden, zu erhöhen. Flasch übernimmt außerdem selbst das Training der U12-Mannschaft.
Harri beginnt zu hinterfragen, ob er weiterhin als „Drecksau“ durchs Leben gehen möchte. So hilft er etwa Dörki dabei, Miriam „Miri“  Meyers, in die Dörki seit Jahren heimlich verliebt ist, für sich zu gewinnen. Außerdem versucht er Ines zurückgewinnen, indem er ihr ein Ständchen bringt und einen Heiratsantrag macht. Dabei kommt es zum Streit zwischen Pansi und Harri, Harri wird von Pansi niedergeschlagen. Miri überzeugt Pinter, trotz Stadionverbot zum Finalspiel ins Stadion zu gehen, um seine Nachwuchsmannschaft zu unterstützen. Dank seiner strategischen Tipps kann die Mannschaft das Spiel für sich entscheiden. Harri und Ines kommen sich außerdem langsam wieder näher.

## Produktion

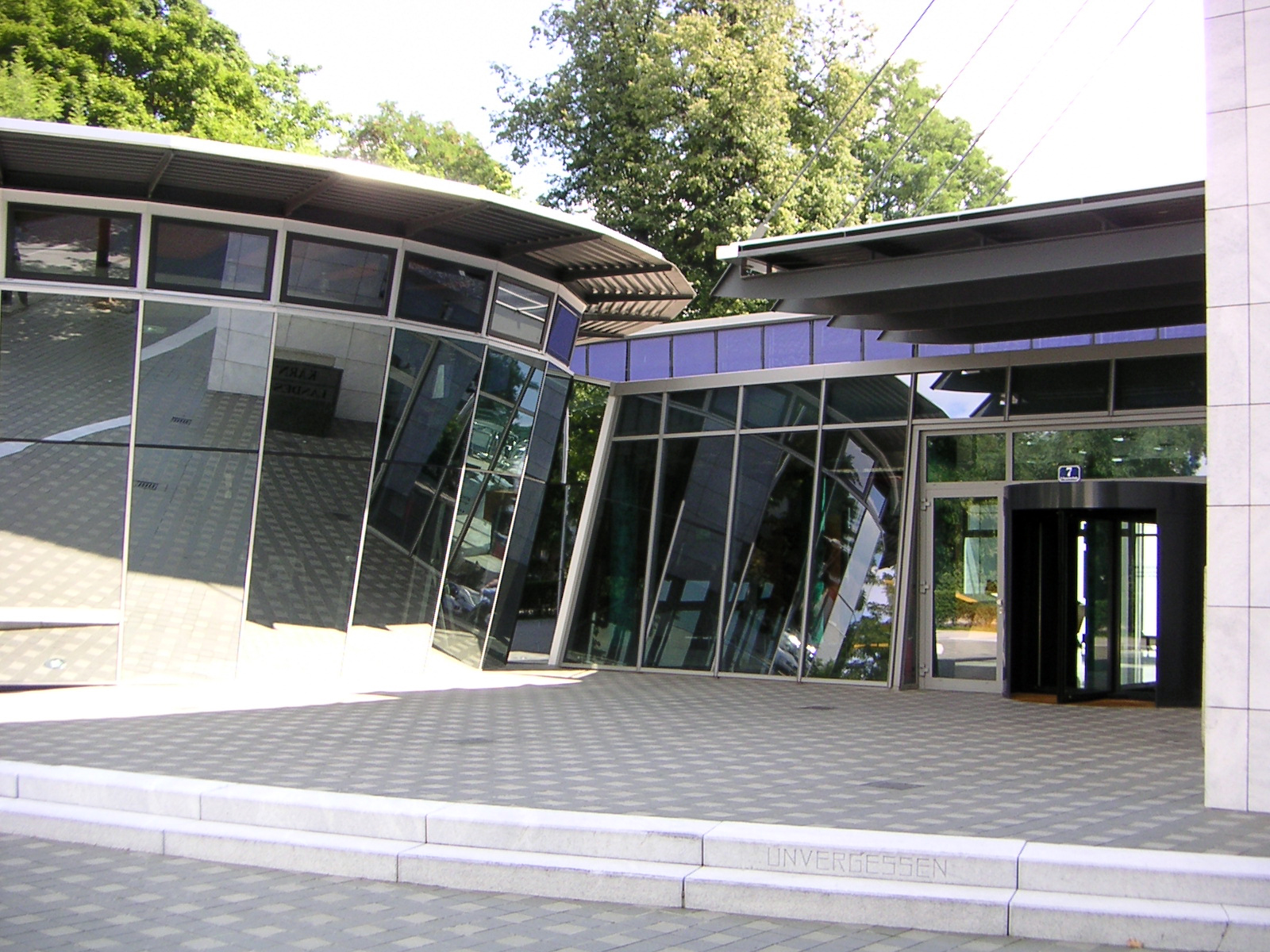
Einer der Drehorte: das Kärntner Landesarchiv, Drehort für das KAC-Vorstandsbüro

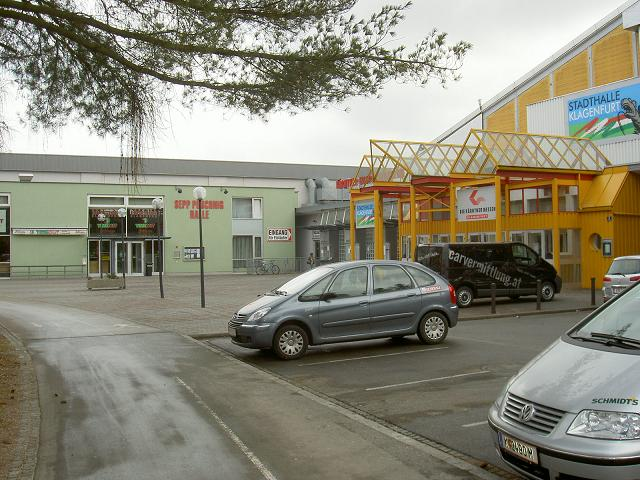
Das Eissportzentrum Klagenfurt

Die Dreharbeiten fanden von 7. März bis 4. April 2017 in Klagenfurt und Velden am Wörther See statt. Drehort war unter anderem das Eissportzentrum Klagenfurt, das Kärntner Landesarchiv diente als Drehort für das KAC-Vorstandsbüro.
Produziert wurde der Film von der Graf Filmproduktion GmbH, beteiligt waren der Österreichische Rundfunk und Arte, unterstützt wurde die Produktion vom Fernsehfonds Austria, CFC Land Kärnten Kultur und Tourismus Region Klagenfurt am Wörthersee. Für den Ton zeichnete Dietmar Zuson verantwortlich, für das Szenenbild Verena Wagner, für die Kostüme Theresa Ebner-Lazek und für die Maske Sam Dopona.

## Rezeption
Die Oberösterreichischen Nachrichten schrieben, dass man Pinter trotz all seiner Fehler einfach mögen würde. „Denn der Film zeichnet ihn nicht nur nach Stereotypen, sondern er spielt auch lustig wie listig mit ihnen, lässt stets durchscheinen, was für ein guter Kerl er im Grunde ist. So ist die Figur Pinter wie der Film insgesamt: Interessant, weil er sensibler und gescheiter ist, als es zunächst scheint.“
Der Standard meinte, der Film sei gelungen. „In seiner uncharmanten Art ist der Kärntner Dialekt immer noch der charmanteste in Österreich.“
Oliver Jungen befand in der Frankfurter Allgemeinen Zeitung, dass der Plot nicht gänzlich originell wäre, „aber was die stilsicher die Achtziger plündernde, in Tempo und Timing perfekte Regie von Andreas Schmied daraus macht, ist zugleich schwerelos romantisch wie krachlustig“. Maurer spiele seine Figur „echt, sympathisch und tragikomisch.“ Und: „Das Drehbuch besitzt zudem die Größe, sich über niemanden schäbig lustig zu machen.“